# آنتونیو بیچچی
آنتونیو بیچچی (انگلیسی: Antonio Bicchi؛ زادهٔ ۱ ژوئن ۱۹۵۹) دانشمند در زمینه رباتیک اهل Italian است.
وی همچنین برندهٔ جوایزی همچون عضو پیوسته انجمن مهندسان برق و الکترونیک شده‌است.